# Abbaye Notre-Dame-aux-Nonnains
L'abbaye Notre-Dame-aux-Nonnains à Troyes, est une abbaye fondée au VIIe siècle. Reconstruite au XIIe siècle puis au XVIIIe siècle, elle est désaffectée sous la Révolution française puis devient l'hôtel de préfecture de l'Aube au XIXe siècle.

## Historique

### Haut Moyen Âge, monastère primitif
À cet emplacement existait avant l'installation du christianisme un temple païen avec des vestales chargées d'entretenir le feu sacré. Puis à partir du IIIe siècle, à la suite des prédications de saint Savinien, s'établit là un collège de femmes dirigé par une princesse de sang royal.
Saint Leuçon (651-656), évêque de Troyes, fonde au VIIe siècle à Troyes un monastère destiné aux chanoinesses, où il fut inhumé. Ce monastère devient la plus importante communauté religieuse féminine du diocèse de Troyes.
Henri Ier de Champagne, dit le Libéral (1127-1187), prit également l'abbaye sous sa protection et la combla de biens[réf. nécessaire].

### Second monastère, abbaye bénédictine
Un grand incendie détruit une partie de la ville et les bâtiments de l'abbaye le 23 juillet 1188, pendant la foire de Troyes ; plusieurs religieuses meurent dans l'incendie. Le monastère est alors reconstruit par Henri II de Champagne (1166-1197) comte palatin de Champagne (1181-1197), et fait l'objet de plusieurs campagnes de travaux d'élévation et d'agrandissement, en pierre de taille (craie) ou en torchis. Avant 1246, des bénédictines s'y installent.
Les travaux de la construction de la basilique Saint-Urbain de Troyes sont interrompus pendant plusieurs années, entre 1266 et 1269, par l'obstruction d'Ode de Pougy, abbesse de l'abbaye de Notre-Dame-aux-Nonnains à Troyes, qui refusait la construction sur son fief d'une église dépendant directement du Saint-Siège : elle envoie même des hommes d'armes pour dévaster le chantier, ce qui conduit à son excommunication par Clément V. Les religieuses se soumettent seulement en 1283.
Le roi Jean II le Bon ratifie en 1361 les donations du comte Henri II de Champagne. Puis vient le temps des désordres au sein de l'abbaye (en 1448, une religieuse y devient mère).
En 1518, ce monastère est élevé au rang d'abbaye bénédictine, puis sera réformé à nouveau en 1542 par Claude de Choiseul qui institue une clôture plus étroite et fait poser des grilles aux parloirs et à l'église.
Le 7 octobre 1640, pendant une procession en l’honneur de Notre-Dame du Rosaire, en passant devant l'abbaye Notre-Dame-aux-Nonnains, Marguerite Bourgeoys regarde une sculpture de la Sainte Vierge située au-dessus du portail et y reçoit une grâce qui va bouleverser son existence. C'est ainsi qu'elle raconte cette expérience profonde : « On repassa », écrit-elle, « devant le portail [de l’abbaye] Notre-Dame ou il y a au-dessus de la porte une image de pierre [de la Vierge] et en jetant la vue pour la regarder je la trouvay très belle et en même temps je me trouvai si touchée et si changée que je ne me connoissest plus et retournant à la maison cela paroissoit à tous et comme jetes for legère jetes la bien venue avec les autres filles. Elle désigne ce moment comme celui de sa “conversion” ».
L'abbaye devenue vétuste est partiellement rénovée à la fin du XVIIe siècle et au XVIIIe siècle, de façon insuffisante. Une partie des dettes contractées par les religieuses furent réglées en 1721 par le duc d'Orléans, régent du Royaume de France.

### Aide de Louis XV
En 1724, l'abbesse de la Chaussée d'Eu d'Arrêt fait état de la faiblesse des revenus de l'abbaye au roi Louis XV qui daigne accorder sa protection et son aide en unissant le prieuré Saint-Geôme de l'Ordre de Saint-Augustin à l'abbaye.

### Reconstruction sous Louis XVI

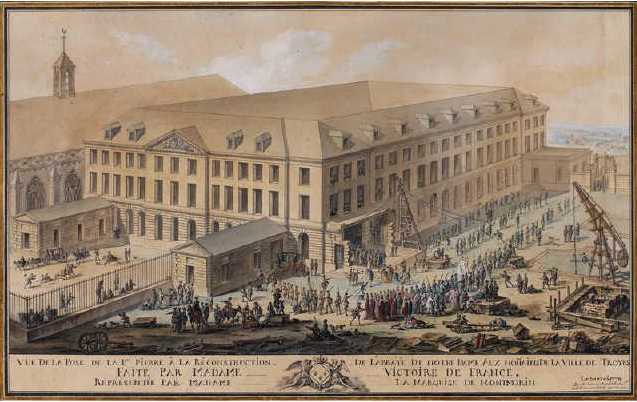
Le projet de 1778 (exécuté en partie), dessin par la marquise de Montmorin.

L'abbesse Françoise-Lucie de Montmorin obtient de Louis XVI le financement nécessaire à la rénovation complète, et fait appel à l'architecte Alexandre Louis Étable de La Brière.
La première pierre est posée en grande cérémonie le 30 avril 1778 par la marquise de Montmorin au nom de Madame Victoire, tante du roi. Pour cette cérémonie, l'abbesse accompagne Marie-Thérèse de Savoie comtesse d'Artois, belle-sœur du roi. Mais les crédits ne suffisent pas et les travaux sont interrompus en 1781. Seul le bâtiment nord est terminé. Celui sur la place est inachevé, et les ailes sont réduites. Une partie du monastère médiéval subsiste, qui ne sera détruite que sous Louis-Philippe.

### Révolution, fermeture de l'abbaye

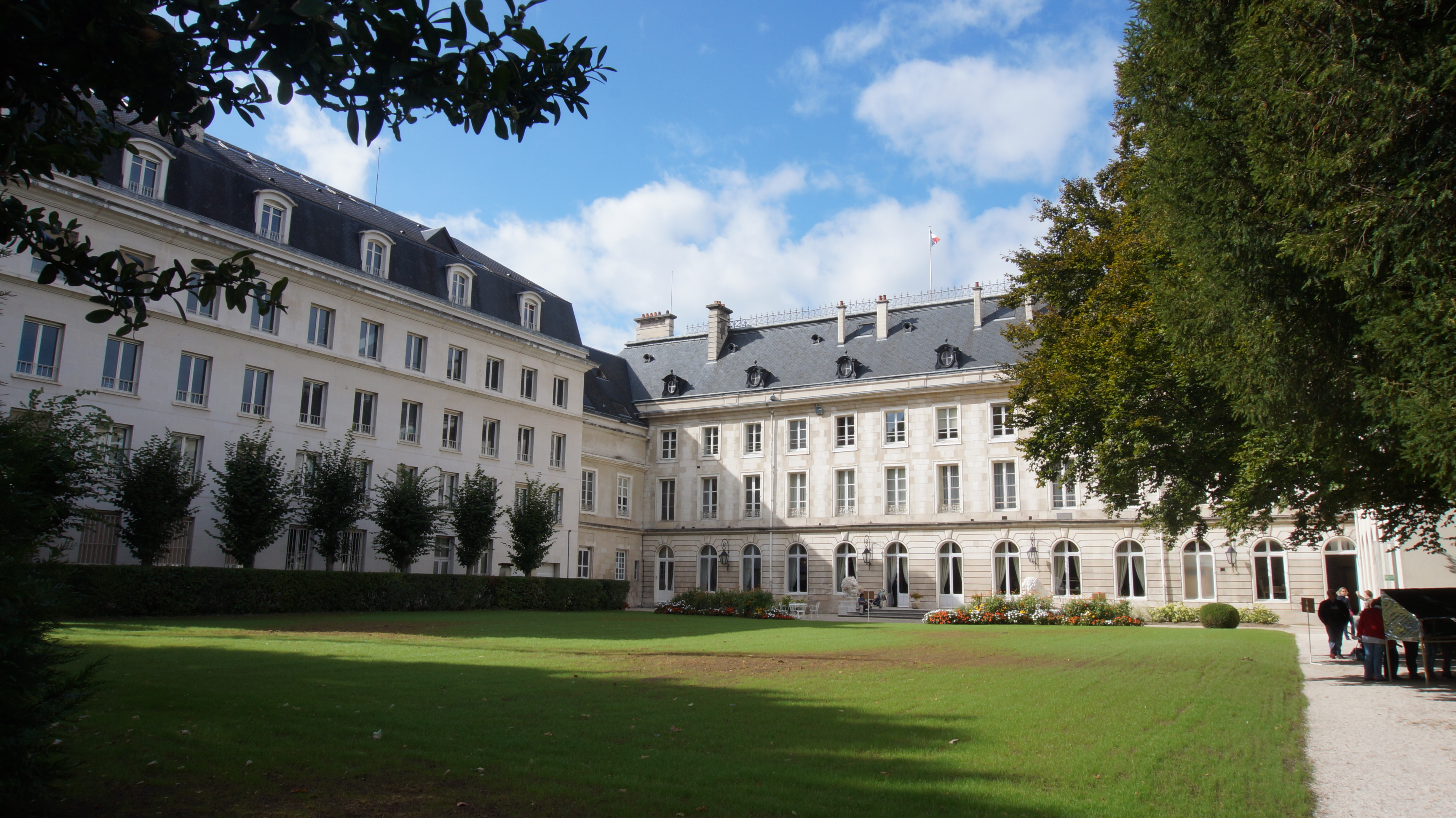
L'hôtel de préfecture en 2015, avec le bâtiment principal des au fond à droite.

Sous la Révolution française, l'abbaye est fermée en 1790. Il y avait encore vingt-sept religieuses présentes. Confisquée en 1792, l'abbaye est décrétée bien national et soumise aux enchères en septembre. Le mobilier liturgique et conventuel trouve des acquéreurs, l'église abbatiale est démolie. Les autres bâtiments sont invendus et restent propriété de l'État. Ils servent d'entrepôt, de gîte, de musée, de bibliothèque, de dépôt d'archives,.
Les services départementaux s'y installent en 1794, au prix d'un loyer annuel de 1 113 francs versé par le département à l'État. C'est maintenant l'hôtel de préfecture de l'Aube, réaménagé en 1838. Endommagé par un incendie en 1892, il est réhabilité à la fin du XIXe siècle par l'architecte départemental Drouard.
Divers aménagements et agrandissements interviennent au XXe siècle. L'édifice est inscrit aux monuments historiques en 1988.

## Architecture

### Les églises
Cette abbaye possédait deux églises juxtaposées :
- l'église Saint-Jacques, dite au-beau-portail, d'une longueur de 72 mètres, elle s'étendait jusqu'au ru Cordé qui coulait là avant la réalisation du canal. Elle possédait un double chœur dont l'un servait aux religieuses et l'autre aux paroissiens ;
- l'église Notre-Dame.

Toutes deux ont été détruites ainsi que le cimetière avoisinant, elles occupaient l'emplacement actuel de la place de la Libération. Le père du pape Urbain IV est inhumé dans l'église, en conséquence de quoi le pape accorde des indulgences à l'abbaye.

### Le cimetière
Il se trouvait près des églises sur l'actuelle place de la Libération. Les paroissiens ne possèdent qu'une partie du cimetière et doivent payer des droits à l'abbesse.

## Abbesses
1. Ile (Obit 14 janvier).
2. Risondis (Obit 7 février).
3. Frideburge (Obit 12 février).
4. Nicole (Obit 13 février).
5. Cécile (Obit 25 mai).
6. Lethuide (Obit 29 mai).
7. Marthe (Obit 12 juin).
8. Sibille (Obit 21 juin)[8].
9. Ledendis.
10. Adélaïde[9].
11. Gertrude 1135[10].
12. B. 1182.
13. Gertrude II (1183-1205).
14. Adélaïde II de Vendeuvre (1211-1231), fille de Laurent, seigneur de Vendeuvre, et de la vicomtesse de Sens.
15. Adélaïde III de Villehardouin (1233-1249), fille de Geoffroi de Villehardouin, maréchal de Champagne. Dite aussi Alix[11]
16. Mathilde Ire de Vallery-Vendeuvre (1249-1262), fille de Jean Ier de Vallery-Vendeuvre (neveu d'Adélaïde II de Vendeuvre) et d'Agnès de Pougy (sœur d'Ode de Pougy ci-après), sœur de Jean II de Vallery et d'Érard de Vallery, elle fut enterrée le vendredi de Pâques.
17. Ermengarde du Châtel (1262), élue le mardi après l'Ascension (Obit le 12 juillet).
18. Isabelle ou Élisabeth de Châteauvillain (1264), mourut le 17 janvier 1264. Sœur de Jean de Châteauvillain, dame de Barberey-Saint-Sulpice, après avoir accepté en 1262 la requête du pape Urbain IV d'ériger une église à Troyes.
19. Ode de Pougy (1264-1269), fille de Milon de Pougy, nièce de Manassès II de Pougy, évêque de Troyes, et tante de l'abbesse Mathilde ci-dessus. Mourut en 1272 : voir son épitaphe. Elle est connue pour s'être opposé à la construction de la basilique Saint-Urbain de Troyes[12].
20. Isabelle II (1275).
21. Odette II (1282-1284).
22. Jeanne Gâteblé (1289).
23. Herminie (1290) juillet (Obit 22 novembre).
24. Isabelle III de Saint-Phal (1292-1293), épitaphe. L'abbesse reçut en cadeau un ouvrage avec reliure d'orfèvre, montrant une crucifixion en argent doré repoussé, avec en bordure, quatre plaques émaillées, dix plaques d'argent doré et des pierres de couleurs[13].
25. Gille de Vaujean (1293-1297), jeudi après saint Pierre, saint Paul.
26. Isabelle IV de Saint-Phal (1301-1311), mourut le 31 mars.
27. Isabelle V de Saint-Phal (1311-1328), mourut le 6 avril.
28. Mathilde II d'Anglure (1348-1349), mourut le 4 novembre.
29. Elvide de Troyes, démissionna en 1352, et mourut en 1357 le jour de la fête des onze mille vierges.
30. Béatrix de Laude (1352-1359) le 1er avril. Elle était sœur de Flamand de Laude archidiacre de Troyes.
31. Marie I de Saint-Phal, fille d'Étienne de Saint-Phal, mort le 20 janvier 1342 et inhumé dans le chœur de l'abbaye, ainsi que sa femme[14] et de Guillemette de Ray, elle mourut le 15 septembre 1368.
32. Jeanne de Ricey, élue en 1369.
33. Marguerite de Saint-Phal (1380-1409), elle mourut le 30 décembre.
34. Blanche de Broyes, élue en 1410, prêta serment à Étienne de Givry, évêque de Troyes, et mourut le 17 janvier 1438.
35. Jeanne II de Broyes, élue en 1438, prêta serment à Jean Lesguisé, évêque de Troyes.
36. Jeanne III de Vezelize, mourut le 24 février 1447.
37. Isabelle VI de Neuville (1448-1452), le 8 mai.
38. Huguette de Bessy 1456, 5 octobre, mourut le 4 février 1465.
39. Catherine I de Lusigny, confirmée le 26 mars et prêta serment à Louis Raguier, évêque de Troyes le 20 juillet 1466, fit cession en 1475 et mourut le 14 novembre 1479.
40. Isabelle VII de Rochetaillée, prêta serment à Louis Raguier, évêque de Troyes, le 24 août 1475 et mourut en 1480.
41. Claudine de Bercenay, 1482, la validité de son élection fut contestée.
42. Catherine II de Courcelles, fille de Pierre de Courcelles, seigneur de Saint-Liébault, elle était également abbesse de l'Abbaye du Paraclet. Elle rétablit la clôture et fait embrasser la règle de saint Benoît. Elle mourut le 9 juillet 1519.
43. Marie II du Montier, prêta serment à Guillaume Parvi, évêque de Troyes le 9 octobre 1519 , fit cession en 1542 (v.st) 22 février, et mourut le 17 juillet 1543.
44. Marie III du Foulx, obtint ses bulles le 25 mars 1543, prit possession le 21 juin et mourut le 13 novembre 1557.
45. N. Nanthelon, elle fit cession en 1560.
46. Marie IV de Luxembourg, fille de Charles Ier de Luxembourg, comte de Brienne et de Ligny, et de Charlotte d'Estouville, elle fut en contestation pour son élection, avec Barbe de Launey, abbesse de l'abbaye Notre-Dame-des-Prés du 1er février 1558 au 7 février 1559. Elle mourut le 16 mars 1597.
47. Louise I de Luxembourg, fille de François de Luxembourg, duc de Piney, et de Diane de Lorraine, elle reçut la bénédiction le 21 septembre 1600, et mourut le 4 avril 1602, âgée de 22 ans.
48. Louise II de Dinteville, fille de Guillaume de Dinteville, seigneur des Chenets, bailli de Troyes, et de Louise de Rochechouart, nommée par le roi le 17 avril 1602, confirmée par le pape le 16 août, et fut installée le 8 janvier suivant, prit pour coadjutrice Claudée de Choiseul en 1610, et mourut le 27 novembre 1617 (épitaphe).
49. Claudée de Choiseul Praslin, réformatrice du monastère[15]. Fille de Charles de Choiseul, maréchal de France, et de Claudée de Cazillac. Elle fut confirmée par le Pape le 16 janvier 1618 et mourut le 4 août 1667, âgée de 65 ans[16].
50. Anne de Choiseul Praslin[17].Sœur et coadjutrice de Claudée, elle reçut la bénédiction et prit possession en 1667. Elle mourut le 29 août 1688.
51. Louise -Scholastique le Pelletier, sœur de Claude Le Peletier, religieuse de la Ville-l'Evêque, près Paris, est nommée par le roi le 1er novembre 1688. Les bulles datées du 4 décembre sont fulminées seulement le 8 juillet 1689. Louise reçoit la bénédiction des mains de François Bouthillier de Chavigny, évêque de Troyes (1678-1697), le 9 juillet dans l'église de Ville-l'Evêque, elle prend possession le 20 et fait cession en 1697.
52. Marie-Madeleine-Marguerite de la Chaussée d'Eu d'Arrest, nommée par le roi le 24 décembre 1697, confirmée par le pape en mars 1698, elle prête serment à Denis-François Bouthilier de Chavigny, évêque de Troyes, neveu du précédent (1697-1716), le 22 juin et prend possession le 9 juillet.
53. Marie-Angélique de la Chaussée d'Eu d'Arrest, ancienne prieure de Sainte-Scholatique-lès-Troyes, nommée par le roi au mois d'octobre 1717, sœur de la précédente. Elle dégagea le monastère de plus de cent mille livres de rentes constituées.
54. Françoise-Lucie de Montmorin de Saint-Hérem[18],[19]. Nommée par le roi le 8 août 1756. Elle fit reconstruire l'abbaye de 1772 à 1781.

## Propriétés
Prieurés
- Prieuré Saint-Geômes, uni à l'abbaye par décision de Louis XIV en 1704[20].
- Moulin de Notre-Dame-aux-Nonnains qu'elles possédèrent dès 1188, hors les murs en amont sur la Seine.

### Sources
- « Recueil d'actes imprimé de l'abbaye Notre-Dame aux Nonnains de Troyes », in Paul Bertrand (dir.), CartulR, Répertoire des cartulaires médiévaux et modernes, Orléans, Institut de Recherche et d'Histoire des Textes, 2006. (Ædilis, Publications scientifiques, 3) (en ligne).
- Cartulaire du Prieuré de Saint-Georges, 1401-1500, archives de la Haute-Marne (AD 52 , H non coté).
- Bibliothèque nationale de France, ms lat.11926 (Stein).